# Jaba' (Jérusalem)
Jaba', en arabe : بيت دقّو, est un village du gouvernorat de Jérusalem en Palestine. Il est situé au nord de Jérusalem en Cisjordanie.
Selon le recensement du bureau central palestinien des statistiques, la localité compte une population de 3 921 habitants en 2017.